# اسلام در جنوب آسیا
اسلام در جنوب آسیا از آغاز تاریخ اسلام وجود داشته است. در حدود ۶۰۰ میلیون مسلمان جنوب آسیایی وجود دارد، که ۳۱٫۴٪ از جمعیت جنوب آسیا را تشکیل می‌دهد. علاوه بر این ۳۰٫۶٪ از همهٔ مسلمانان در جنوب آسیا زندگی می‌کنند، که بزرگترین جمعیت منطقه ای مسلمانان در جهان است.